# Horário tailandês de seis horas
O relógio-de-seis-horas é um tradicional sistema de horário usado na Tailândia juntamente, paralelamente como o horário oficial de vinte e quatro horas. Como em outros sistemas tradicionais, o dia é dividido em 24 horas, mas o dia é dividido em 4 "quartos", cada um com seis horas. As horas de cada quarto (1 a 5, exceto a sexta) são ditas acompanhadas de palavras que designam cada um dos 4 períodos, conforme segue:
- … mong chao (em tailandês:  … โมงเช้า, AFI: [mōːŋ tɕʰáːw]) para a primeira metade do dia claro (das 07:00 às 12:59)
- Bai … mong ( บ่าย…โมง, [bàːj mōːŋ]) para a segunda metade do dia claro (das 13:00 às 18:59)
- … thum (… ทุ่ม, [tʰûm]) para a primeira metade da noite (das 19:00 às 00:59)
- Ti … ( ตี…, [tīː]) para a segunda metade da noite (madrugada - das 01:00 às 06:59)

Esses termos parecem ter se originado dos sons dos tradicionais instrumentos de marcação de tempo. O gongo era usado para anunciar as horas do dia claro e o tambor para anunciar as da noite. Assim, os termos mong, uma onomatopeia do som de um gongo, e thum, do som de um tambor. Ti é um verbo com o significado de bater ou atingir e acredita-se que tenha se originado do ato de dar uma leve pancada no próprio instrumento de tempo. Chao e bai são traduzíveis como manhã e tarde respectivamente, e ajudam a diferenciar os dois quartos do dia claro.
A sexta hora de cada quarto de dia é dita por diferentes grupos de palavras. A sexta hora da madrugada é chamada yam rung ( ย่ำรุ่ง, [jâm rûŋ]), a sexta do crepúsculo é chamada yam kham ( ย่ำค่ำ, [jâm kʰâm]), ambas referências ao ato de bater o gong ou tambor em sequência para anunciar a passagem do dia para a noite (yam), onde rung e kham, de significado madrugada e crepúsculo dusk, denotam a hora dessas ocorrências. As horas de Meio Dia e Meia Noite são respectivamente conhecidas como thiang ( เที่ยง, [tʰîaːŋ], ou thiang wan,  เที่ยงวัน, [tʰîaːŋ wān]) e thiang khuen ( เที่ยงคืน, [tʰîaːŋ kʰɯ̄ːn]), cuja tradução literal é respectivamente "meio dia" e "meia noite".
Meia noite é também chamada song yam  สองยาม, [sɔ̆ːŋ jāːm]), notar que yam é uma palavra diferente, uma referência ao fim do segundo período de três horas do turno noturno (song significa o número "dois"). Além disso, hok (6) thum e ti hok também podem ser usados para se referir às horas de meia noite e da madrugada, seguindo o uso geral para as demais horas, embora mais raramente, e da quarta até a sexta hora da segunda metade do dia claro pode também ser dita como … mong yen (… โมงเย็น, [mōːŋ jēn]), yen sendo anoitecer.
O sistema foi usado de alguma forma desde o  Reino de Ayutthaya, mas foi codificado conforme o uso atual somente em 1901 pelo Rei Chulalongkorn na Royal Gazette 17:206. Atualmente, esse sistema de seis horas é usado somente na conversação coloquial. Porém, uma forma corrompida  do horário-de-seis-horas  é usada com mais frequência em locais onde a primeira metade do dia claro (incluindo a sexta hora do período anterior) é contada como no "horário-de-doze-horas". Ex:  hok (6) mong chao, chet (7) mong, etc. até sip et (11) mong.
A comparação entre os sistemas é conforme segue:
| 6 horas      | 6 horas              | 6 horas                                | 6 horas     | 6 horas Modificado | 6 horas Modificado       | 24 horas    |
| significado  | Tailandês            | SGRT Sistema Geral Real de Transcrição | Notas       | Tailandês          | RTGS                     | ISO         |
| ------------ | -------------------- | -------------------------------------- | ----------- | ------------------ | ------------------------ | ----------- |
| 1 manhã cedo | ตีหนึ่ง                 | ti nueng                               | nueng = um  | ตีหนึ่ง               | ti nueng                 | 01:00       |
| 2 manhã cedo | ตีสอง                 | ti song                                | song = dois | ตีสอง               | ti song                  | 02:00       |
| 3 manhã cedo | ตีสาม                 | ti sam                                 | sam = tres  | ตีสาม               | ti sam                   | 03:00       |
| 4 manhã cedo | ตีสี่                   | ti si                                  | si = quatro | ตีสี่                 | ti si                    | 04:00       |
| 5 manhã cedo | ตีห้า                  | ti ha                                  | ha = cinco  | ตีห้า                | ti ha                    | 05:00       |
| 6 manhã      | ตีหก, ย่ำรุ่ง            | ti hok, yam rung                       | hok = six   | หกโมงเช้า           | hok mong chao            | 06:00       |
| 1 manhã      | โมงเช้า               | mong chao                              |             | เจ็ดโมง             | chet mong                | 07:00       |
| 2 manhã      | สองโมงเช้า            | song mong chao                         |             | แปดโมง             | paet mong                | 08:00       |
| 3 manhã      | สามโมงเช้า            | sam mong chao                          |             | เก้าโมง             | kao mong                 | 09:00       |
| 4 manhã      | สีโมงเช้า              | si mong chao                           |             | สิบโมง              | sip mong                 | 10:00       |
| 5 manhã      | ห้าโมงเช้า             | ha mong chao                           |             | สิบเอ็ดโมง           | sip et mong              | 11:00       |
| meio dia     | เที่ยงวัน               | thiang wan                             |             | เที่ยง(วัน)           | thiang (wan)             | 12:00       |
| 1 tarde      | บ่ายโมง               | bai mong                               |             | บ่ายโมง             | bai mong                 | 13:00       |
| 2 tarde      | บ่ายสองโมง            | bai song mong                          |             | บ่ายสอง(โมง)        | bai song (mong)          | 14:00       |
| 3 tarde      | บ่ายสามโมง            | bai sam mong                           |             | บ่ายสาม(โมง)        | bai sam (mong)           | 15:00       |
| 4 tarde      | บ่ายสี่โมง              | bai si mong                            |             | สี่โมงเย็น, บ่ายสี่โมง   | si mong yen, bai si mong | 16:00       |
| 5 tarde      | บ่ายห้าโมง             | bai ha mong                            |             | ห้าโมงเย็น, บ่ายห้าโมง | ha mong yen, bai ha mong | 17:00       |
| 6 anoitecer  | หกโมงเย็น, ย่ำค่ำ       | hok mong yen, yam kham                 |             | หกโมงเย็น           | hok mong yen             | 18:00       |
| 1 noite      | หนึ่งทุ่ม                | nueng thum                             |             | หนึ่งทุ่ม              | nueng thum               | 19:00       |
| 2 noite      | สองทุ่ม                | song thum                              |             | สองทุ่ม              | song thum                | 20:00       |
| 3 noite      | สามทุ่ม                | sam thum                               |             | สามทุ่ม              | sam thum                 | 21:00       |
| 4 noite      | สี่ทุ่ม                  | si thum                                |             | สี่ทุ่ม                | si thum                  | 22:00       |
| 5 noite      | ห้าทุ่ม                 | ha thum                                |             | ห้าทุ่ม               | ha thum                  | 23:00       |
| meia noite   | หกทุ่ม, เที่ยงคืน, สองยาม | thiang khuen, hok thum, song yam       |             | เที่ยงคืน, หกทุ่ม       | thiang khuen, hok thum   | 24:00 00:00 |